# Desakato
Desakato fue un grupo de punk rock procedente de Llanera, en Asturias, que pese a cantar generalmente en castellano, en todos los discos incluye al menos un tema en asturiano.
El grupo comienza su andadura en 2003 en la Escuela Municipal de Música de Llanera (Asturias), con la unión de los hermanos Pablo y Pepo, después haber pasado por otros grupos de la zona. Un año después graban su primera maqueta (Agujero Social) y en 2005, publican su segunda maqueta (Gritando en silencio).
En 2008, graban su primer disco (Con el viento en la cara), en los estudios La Viesta de Avilés; al que seguirán varios más, presentados en festivales, salas y recintos de toda la península.
En noviembre de 2022, anuncian su retirada con una gira de despedida al año siguiente. La gira El año que vivimos intensamente concluye finalmente el 11 de noviembre de 2023, llenando el WiZink Center, Madrid.
El grupo ha defendido siempre la plena oficialidad del idioma asturiano.

## Componentes
- Pablo (guitarra y vocalista principal)
- Gabri (guitarra)
- Pepo (vocalista principal)
- Falu (trompeta y armónica)
- Mario (bajo)

Otros miembros:
- Nano (membranófono y vocalista)
- Dani (gaita y técnico de sonido)

## Discografía
- Agujero social (maqueta, 2004)
- Gritando en silencio (maqueta, 2005)
- Con el viento de cara (2008)
- Miseria, sangre y plomo (2010)
- Inercia (2012)
- Buen viaje (2014)
- La teoría del fuego (2016)
- Antártida (EP, 2018)
- La miel de las flores muertas (2020)

## Documental
- Desakato: Pacto de sangre (2016)